# Газпром энергосбыт Тюмень
«Газпром энергосбыт Тюмень» (ранее — «Тюменская энергосбытовая компания») — гарантирующий поставщик электроэнергии на территории Ханты-Мансийского автономного округа — Югры (ХМАО—Югра), Ямало-Ненецкого автономного округа (ЯНАО) и Тюменской области, реализующий право любого обратившегося к нему абонента на надёжную и бесперебойную поставку электрической энергии в объёме, соответствующем его потребностям.

## Описание
Основной вид деятельности АО «Газпром энергосбыт Тюмень» — покупка и продажа электроэнергии/мощности на оптовом и розничном рынках. В состав Общества входит 81 центр обслуживания клиентов, расположенных на территории Тюменской области, ХМАО-Югры и ЯНАО. Компания обслуживает более 20,7 тысяч юридических лиц и более 700 тысяч физических лиц на территории около 1,5 млн км². Центральный офис Общества находится в городе Сургуте.

АО «Газпром энергосбыт Тюмень» предоставляет услуги расчетно-кассового обслуживания населению. Среди заказчиков услуг — региональные операторы по обращению с твердыми коммунальными отходами, фонды капитального ремонта многоквартирных домов, администрации муниципальных образований, ресурсоснабжающие организации, управляющие компании, садово-огороднические некоммерческие товарищества. 

АО «Газпром энергосбыт Тюмень» оказывает услуги очного обслуживания в режиме «единого окна», а также предоставляет широкий спектр дистанционных сервисов своим клиентам.  

АО «Газпром энергосбыт Тюмень» действуя и как энергосервисная компания, заключает энергосервисные договоры, популяризирует идеи энергосбережения.

## История
АО «Газпром энергосбыт Тюмень» образовано 1 июля 2005 года как ОАО «Тюменская энергосбытовая компания» в результате реформирования энергетической отрасли РФ, выделившись из состава АО «Тюменьэнерго».
C 1 июня 2014 года компания ведёт работу в качестве уполномоченного представителя своего дочернего общества ООО «ТЭК-Энерго» по вопросам, связанным с организацией его деятельности в качестве гарантирующего поставщика электроэнергии в Брянской области.
21 ноября 2018 года крупнейший гарантирующий поставщик электроэнергии в Тюменском регионе — АО «Тюменская энергосбытовая компания» — сменил имя: информация о новом названии АО «Газпром энергосбыт Тюмень» была включена в Устав акционерного общества и в Сведения, содержащиеся в Едином государственном реестре юридических лиц.

## Акционеры
В июне 2008 года 100 % акций компании приобрело АО «Газпром энергосбыт».